# Stazione di Terra Rossa
La stazione di Terra Rossa era una fermata ferroviaria posta sulla linea Orbetello-Porto Santo Stefano. Serviva la località di Terrarossa, presso Porto Ercole, nel territorio comunale di Monte Argentario.

## Storia e descrizione
La stazione di Terra Rossa venne aperta nel punto dove si trovavano dei giacimenti di pirite. Ne rimane solo il modesto edificio, trasformato in abitazione privata. Nei pressi si trovava inoltre un piano caricatore utilizzato anche dalla ferrovia privata della miniera che conduceva a Santa Liberata. Questo impianto permetteva lo scambio dei materiali minerari tra le due ferrovie.